# Ritidian Beach
Ritidian Beach är en strand i Guam (USA).   Den ligger i kommunen Yigo, 23 km nordost om huvudstaden Hagåtña.
Den ligger vid Ritidian Point, Guams nordligaste punkt.